# Ernst Goldenbaum

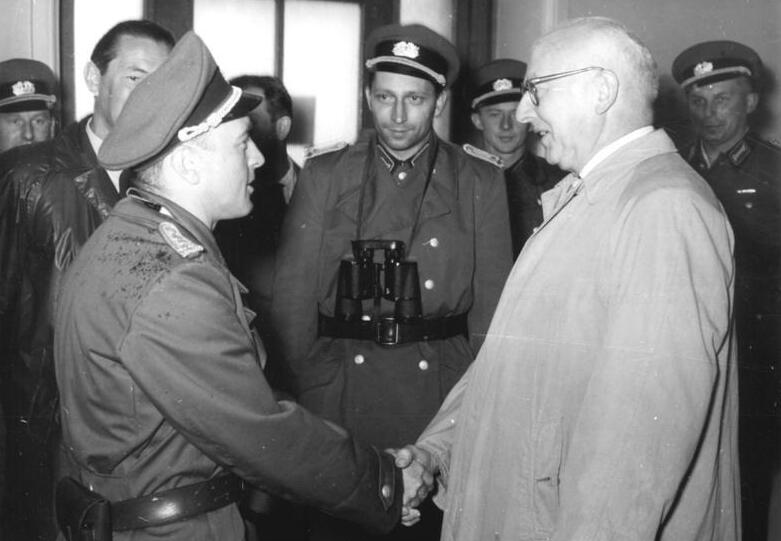
Ernst Goldenbaum zu Besuch bei einer Einheit der Volkspolizei, die das Brandenburger Tor nach dem Mauerbau sichert (22. August 1961)

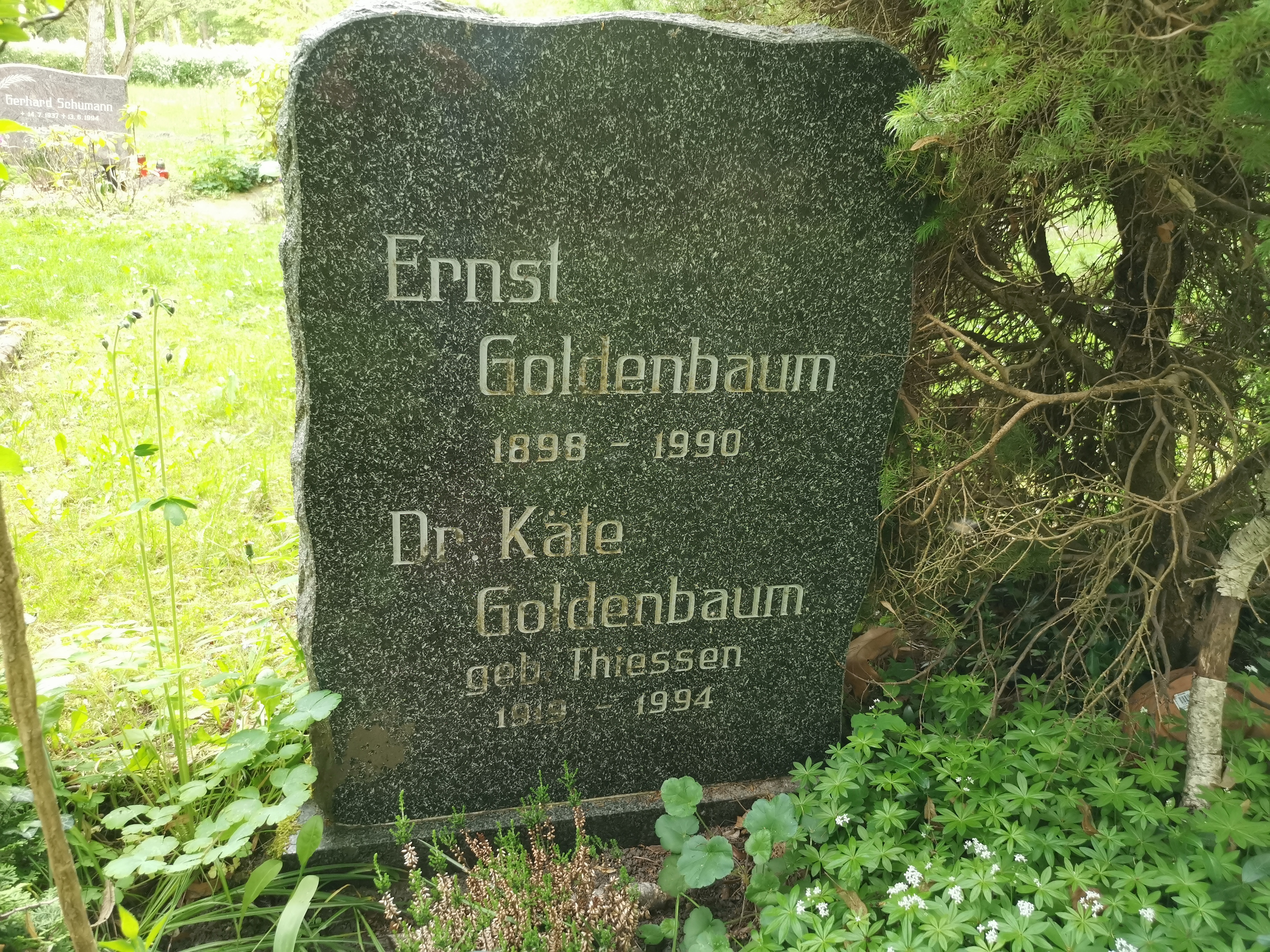
Grab auf dem Friedhof Pankow XII in Berlin-Buch (2024)

Ernst Goldenbaum (* 15. Dezember 1898 in Parchim, Mecklenburg-Schwerin; † 13. März 1990 in Berlin) war ein deutscher Politiker. Zunächst Funktionär der KPD und SED, wurde er 1948 Vorsitzender der Demokratischen Bauernpartei Deutschlands (DBD), einer Blockpartei in der DDR, die er bis 1982 führte. Von 1949 bis 1950 war er zudem Minister für Land- und Forstwirtschaft, von 1950 bis 1963 Vizepräsident der Volkskammer sowie von 1976 bis 1982 Stellvertretender Vorsitzender des Staatsrates der DDR.

## Leben

### Kindheit und Jugend
Ernst Goldenbaum kam als sechstes von acht Kindern einer Arbeiterfamilie 1898 in der mecklenburgischen Kleinstadt Parchim zur Welt. 1905 wurde er eingeschult und besuchte bis zur achten Klasse die Elementarschule in Parchim. 1913 wurde er zunächst Kuhhirte, dann Knecht. Als im Ersten Weltkrieg sein Bruder Willi fiel, versuchte er sich der drohenden Einberufung zu entziehen, wurde jedoch auf dem Weg nach Dänemark in Schleswig-Holstein verhaftet und zunächst inhaftiert. Gegen eine Strafzahlung von 20 Mark wurde er entlassen und kam zurück nach Parchim. Dort wurde er am 17. September 1917 zum 1. Großherzoglich Mecklenburgischen Grenadier-Regiment Nr. 89 eingezogen. Nach nur drei Tagen an der Westfront erlitt Goldenbaum im März 1918 eine Verwundung und kam ins Lazarett nach Schwerin, wo er sich später der Novemberrevolution anschloss.

### Weimarer Republik
Im Frühjahr 1919 kehrte Goldenbaum nach Parchim zurück. Dort arbeitete er zunächst als ziviler Wachmann im ehemaligen Kriegsgefangenenlager Parchim, wo ab Herbst 1920 sowjetrussische Soldaten interniert waren. Später war er als Fabrikarbeiter unter anderem im Marmorwerk Parchim und in der Lederfabrik Neustadt in Mecklenburg tätig. 1919 trat Goldenbaum in die USPD ein, im Dezember 1920 mit den meisten Parteimitgliedern Mecklenburgs geschlossen in die KPD. 1920 wählte man ihn in den örtlichen Vorstand des Fabrikarbeiterverbands und zum Delegierten des Gewerkschaftskartells. Noch im selben Jahr wurde er örtlicher Vorsitzender des Allgemeinen Deutschen Gewerkschaftsbundes (ADGB).
Während des Kapp-Lüttwitz-Putsches im März 1920 führte Goldenbaum die lokale USPD-Streikleitung und beteiligte sich führend an einer Arbeiterwehr, die gegen Mitglieder des Freikorps Roßbach kämpfte. 1922 und 1923 wurde Goldenbaum aufgrund Landesfriedensbruches und Rädelsführerschaft mit Gefängnis bestraft.
Bereits ab 1921 rückte Ernst Goldenbaum zum Mitglied der erweiterten, ab 1923 der engeren Bezirksleitung der KPD Mecklenburgs auf. Von 1923 bis 1925 war er Stadtverordneter von Parchim und von 1924 bis 1926 sowie 1929 bis 1932 Landtagsabgeordneter von Mecklenburg-Schwerin.
Von 1927 bis 1932 war er leitender Redakteur der KPD-Zeitung Volkswacht in Rostock. 1927 zog er mit seiner Familie nach Wismar um, 1931 nach Rostock. Zudem wirkte er als Lehrgangsleiter an der Bezirksparteischule. Dort war er für den Bereich Leninismus verantwortlich, Hermann Duncker für Marxismus. Aufgrund politischer Differenzen mit der Bezirksparteileitung wurde Goldenbaum 1932 als Redakteur der Volkswacht abgelöst. Im September 1932 musste Goldenbaum erneut eine Haftstrafe antreten, nachdem er mehrfach wegen seiner politischen Arbeit für die KPD und wegen Pressevergehen vor Gericht stand. Im Zuge der sogenannten Schleicher-Amnestie kam er jedoch noch vor dem Jahresende wieder in Freiheit.

### Nationalsozialismus
Schon während der Verhaftungswelle nach dem Reichstagsbrand im Februar 1933 verhafteten die Nationalsozialisten Ernst Goldenbaum und ließen ihn erst im Juni wieder frei. 1935 zog er sich als Landwirt nach Parchim zurück. Im Juli 1944 wurde er zusammen mit anderen Kommunisten verhaftet, ihm gelang jedoch der Ausbruch aus dem Amtsgefängnis Parchim. Daraufhin versteckte er sich mehrere Wochen auf Heuböden und in Parchimer Scheunen, bis er wieder gefasst und ins KZ Neuengamme deportiert wurde. Er war einer der wenigen Überlebenden beim Untergang der Cap Arcona, auf die die SS die Häftlinge bei Kriegsende getrieben hatte.

### Nachkriegszeit
Nach dem Untergang der Cap Arcona in der Lübecker Bucht schlug sich Ernst Goldenbaum in seine Heimatstadt durch. Der sowjetische Stadtkommandant setzte ihn umgehend als Bürgermeister ein, zudem wurde er Chef der KPD im Kreis Parchim. Im September 1945 wechselte er auf den Posten des Geschäftsführers der Landeskommission für die Bodenreform, die Johannes Warnke leitete. Er gehörte ab Januar 1946 der KPD-Landesleitung an. Bis 1949 war er als Abteilungsleiter im mecklenburgischen Landwirtschaftsministerium tätig. Mit der Zwangsvereinigung von KPD und SPD wurde Goldenbaum Mitglied der SED. Er gehörte dem SED-Landesvorstand an. 1946/47 fungierte Goldenbaum als Landesvorsitzender der VdgB. Von 1946 bis 1952 war er Landtagsabgeordneter im Mecklenburgischen Landtag für die VdgB.

### Funktionär der Bauernpartei

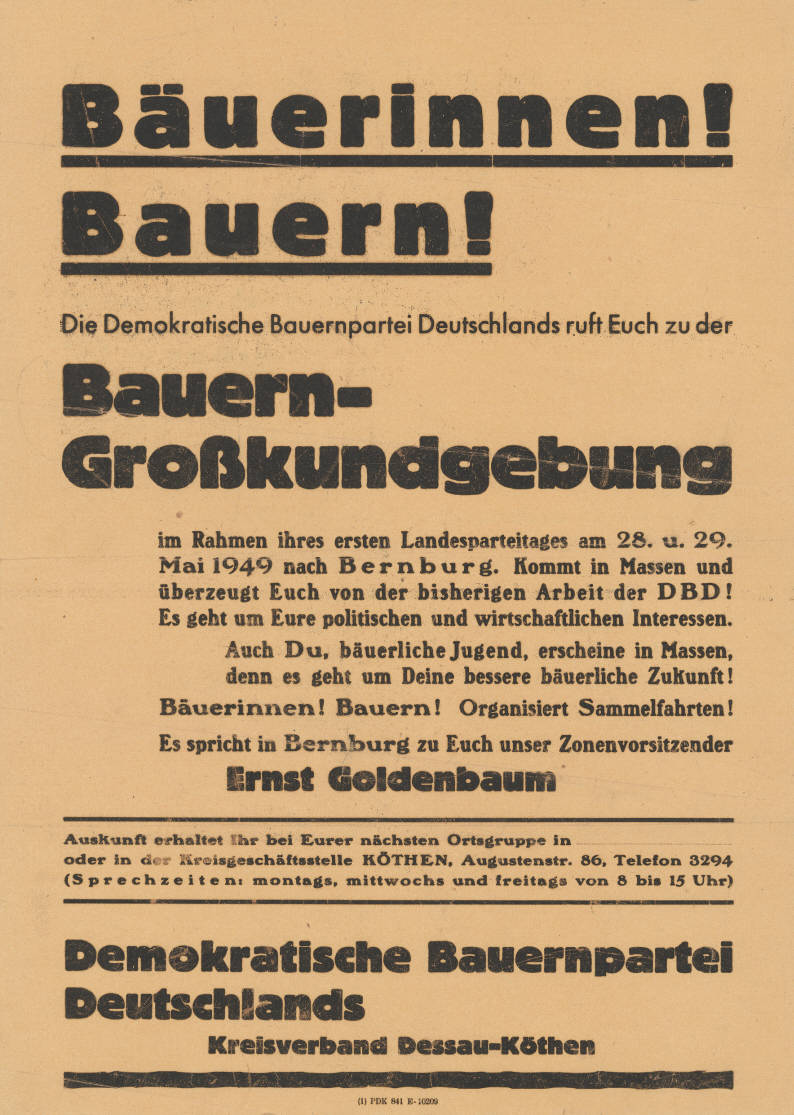
Aufruf zu einer DBD-Kundgebung mit Goldenbaum in Bernburg 1949

Im Februar 1948 traf sich der SED-Vorsitzende Wilhelm Pieck mit Goldenbaum, um ihn für die Führung einer zu gründenden Bauernpartei zu gewinnen. Eine Woche später stimmte er zu. Letztlich fiel aber auf Bestreben der Sowjetischen Militäradministration (SMA) am 18. April 1948 der Startschuss zur Bildung der Demokratischen Bauernpartei Deutschlands (DBD) in Wismar, bei der auch Goldenbaum anwesend war. Die SMA und die SED waren bestrebt, den gesteuerten Charakter der Parteigründung nicht deutlich werden zu lassen. Demzufolge stellte sich die Gründung der DBD nach außen hin als ein Bestreben von unten dar. Die Ziele bestanden darin, die Landbevölkerung für den Sozialismus zu gewinnen und das Potenzial der bürgerlichen Parteien CDU und LDP zu schwächen. In Schwerin fand am 29. April 1948 die Gründungsversammlung statt. Goldenbaum wurde Vorsitzender der DBD Mecklenburgs. Am 2. Juni 1948 stellte er den Antrag auf Zulassung der Partei für die Sowjetische Besatzungszone bei der SMA. Goldenbaum wurde nun auch pro forma zum ersten Vorsitzendern der Bauernpartei gewählt, da er schon zuvor als solcher agierte.
Mit der Gründung der DDR übernahm Goldenbaum eines der wichtigsten Ämter seiner Karriere, er wurde Minister für Land- und Forstwirtschaft der DDR. Mitte 1950 stürzte die SED Paul Merker, Staatssekretär im Landwirtschaftsministerium, dem Sektierertum in der Weimarer KPD und später in der SED vorgeworfen wurde. In diesen Zusammenhängen ist Goldenbaums Abberufung von seiner Funktion als Landwirtschaftsminister am 15. November 1950 zu sehen. Die Ablösung geschah auf direkte Veranlassung des SED-Generalsekretärs Walter Ulbricht und des Ministerpräsidenten Otto Grotewohl. Für Goldenbaum bedeutete die Ablösung einen starken persönlichen Machtverlust und die DBD-Mitglieder empfanden sie als Niederlage der Partei. Zwar wurde mit Paul Scholz ebenfalls ein DBD-Kollege Nachfolger im Amt des Ministers, jedoch war dieser nicht Goldenbaums Wunschkandidat.
Nach seiner Demissionierung als Landwirtschaftsminister machten sich innerparteiliche Machtkämpfe in der DBD bemerkbar, die bis zum Ende seiner 37-jährigen Amtszeit als Vorsitzender immer wieder aufflammten. So kritisierten andere Leitungskader der Bauernpartei seinen Führungsstil. In der Bevölkerung galt Goldenbaum jedoch als beliebt, sodass die SED ihn trotz einiger Vorbehalte unterstützte. Die DBD ließ auch keinen Zweifel daran, dass sie der SED bedingungslos ergeben war, was zum Beispiel bei der zwangsweisen Vollendung der Kollektivierung der Landwirtschaft zum Tragen kam und indem die Bauernpartei 1963 auf ihrem Parteitag das SED-Programm übernahm.
Auf Grund zunehmender Alterserscheinungen musste Ernst Goldenbaum den Vorsitz der Bauernpartei 1982 an Ernst Mecklenburg übergeben, wurde jedoch mit dem Ehrenvorsitz belohnt. Das Ende seiner Partei im Oktober 1990 erlebte er nicht mehr. Am 13. März 1990, fünf Tage vor der ersten und einzigen freien Volkskammerwahl in der DDR, starb Ernst Goldenbaum.

### Weitere Funktionen in der DDR
Goldenbaum war ab dem 7. Oktober 1949 Mitglied der provisorischen Volkskammer und nach der ersten Wahl am 15. Oktober 1950 auch Mitglied der Volkskammer der DDR. Von 1950 bis 1958 führte er den Ausschuss für Land- und Forstwirtschaft. 1950 bis 1963 war Goldenbaum außerdem Vizepräsident und 1963 bis 1976 Mitglied des Präsidiums der Volkskammer. Er gehörte der Volkskammer bis zum Dezember 1989 an.
Ab 1950 fungierte Goldenbaum als Mitglied des Präsidiums des Nationalrats der Nationalen Front, ab 1952 als Mitglied des Präsidiums des Deutschen Friedensrats. 1954 bis 1984 war Goldenbaum stellvertretender Vorsitzender der VdgB/BHG, 1955 bis 1983 Mitglied des Präsidiums des Zentralvorstands der Deutsch-Sowjetischen-Freundschaft (DSF), ab 1956 Mitglied des Präsidiums der Zentralleitung des Komitees der Antifaschistischen Widerstandskämpfer und ab 1961 Vizepräsident der Deutsch-Nordischen Gesellschaft. 1976 bis 1982 hatte Goldenbaum die Funktion eines stellvertretenden Vorsitzenden des Staatsrates inne.

### Privates
Zum ersten Mal heiratete Ernst Goldenbaum 1925 in Parchim. Aus dieser Ehe mit Margarete Goldenbaum (1906–1973) entstammte Klaus Goldenbaum. Die Ehe wurde 1951 geschieden. Aus der zweiten Ehe mit Käte Goldenbaum (1919–1994) gingen zwei Töchter hervor, darunter die Philosophin Ursula Goldenbaum.

## Ehrungen
- 1955 Deutsche Friedensmedaille
- 1955 Vaterländischer Verdienstorden in Silber und 1958 in Gold
- 1964 Orden Banner der Arbeit
- 1969 Großen Stern der Völkerfreundschaft
- 1973 Karl-Marx-Orden
- 1958 Ehrenbürger der Stadt Parchim
- 1959 Medaille für Kämpfer gegen den Faschismus 1933 bis 1945
- 1959 weihte er ein Denkmal für die Opfer des Untergangs der Cap Arcona in Grevesmühlen ein.
- 1965 Ehrenspange zum Vaterländischen Verdienstorden in Gold
- 1968 Ehrentitel Held der Arbeit.[11]

## Schriften
- Die deutschen Bauern in Vergangenheit und Gegenwart. Deutscher Bauernverlag, Berlin 1950; 3. Auflage, 1954.
- Treue Kampfgefährten und Mitgestalter auf den Bahnen des Sozialismus. Aus Reden und Aufsätzen. DBD, Berlin 1978.